# 白谷観音
白谷観音堂（しらたにかんのんどう）は、岐阜県関市板取白谷にある天台宗の寺院で、正式には大悲山円教寺と称する。旧美濃三十三観音霊場1番札所。

## 概要
伝説では奈良時代に泰澄が当地を訪れて行基作の十一面観音菩薩を本尊として開いたとされ、谷あいから白砂が湧き出るという奇瑞があったことからこの地を白谷と名付けたといわれている。
しかし実際は本尊が平安末期の様式を持つことから平安時代に白山信仰の修験者が開いたと考えられている。
その後、鎌倉時代以降周辺では虚空蔵菩薩を崇拝する高賀山信仰が隆盛したが当寺は白山信仰を維持し、高賀山の観音菩薩と共に霊験のある観音菩薩として信仰された。
享保年間に八事興正寺の温泉良円上人により中興され、本堂で三十三観音が祀られるようになる。さらに美濃西国三十三観音の巡礼が開場された際にはその1番札所となった。
文政11年（1828年）本堂が再建される。美濃三十三観音がいったん廃れて再開された際に札所から外されている。2018年現在は無住であり、近隣の浄念寺により管理されている。
境内には本堂の他、十王堂がある。本尊は7年に1度開帳される。近年は高賀山六社と共に六社一観音めぐりとする巡礼が行われている。

## 高賀山信仰
白谷観音は、平安時代までは高賀山信仰において重要な場所であったとされる、高賀山六社のニ社である星宮神社・那比新宮神社が所蔵する（大谷村星宮大権現伝記）や（濃州那比之郷巌神宮大権現之伝記）には、こう記されている『当國順礼は粥川(星宮)から始めて新宮、本宮、白谷、高賀と札内納めるならわし』とある。
即ち高賀山が虚空蔵菩薩を中心とした高賀山六社が成立する鎌倉時代以前の平安時代までは、瀧神社、金峰神社を含まない星宮神社の聖観音菩薩、那比新宮神社の十一面観音菩薩、那比本宮神社の聖観音菩薩、白谷観音の十一面観音菩薩、高賀神社の十一面観音菩薩の『高賀山五社』という観音信仰があったのである。

## 文化財

### 関市指定文化財
- 木造十一面観世音菩薩立像　平安時代